# Amata antitecta
Amata antitecta är en fjärilsart som beskrevs av Turner. Amata antitecta ingår i släktet Amata och familjen björnspinnare. Inga underarter finns listade i Catalogue of Life.